# Bing Crosby Sings the Song Hits from Broadway Shows
Bing Crosby Sings the Song Hits from Broadway Shows – kompilacyjny album muzyczny piosenkarza Binga Crosby'ego wydany w 1948 roku przez Decca Records. Piosenki zawarte na tym albumie pochodzą z sześciu musicali filmowych, w których Crosby nie wystąpił, ale postanowił je nagrać, gdyż odniosły dużą popularność. 

## Lista utworów
Utwory znalazły się na czteropłytowym albumie, Decca Album No. A-648.
płyta 1
(23 sierpnia 1943)
z filmu Oklahoma!
| 1. | „People Will Say We're in Love” (z Trudy Erwin) | 2:55  |
|    |                                                 |       |
| 2. | „Oh, What a Beautiful Mornin'” (z Trudy Erwin)  | 2:46  |
|    |                                                 |       |
|    |                                                 | 05:41 |
|    |                                                 |       |
płyta 2
(18 kwietnia 1945)
z filmów Carousel oraz Up in Central Park
| 1. | „If I Loved You”           | 2:56  |
|    |                            |       |
| 2. | „Close As Pages in a Book” | 3:06  |
|    |                            |       |
|    |                            | 06:02 |
|    |                            |       |
płyta 3
(15 grudnia 1944 i 22 stycznia 1946)
z filmów Annie Get Your Gun oraz Song of Norway
| 1. | „They Say It's Wonderful” | 3:00  |
|    |                           |       |
| 2. | „I Love You”              | 3:00  |
|    |                           |       |
|    |                           | 06:00 |
|    |                           |       |
płyta 4
(13 października 1944)
z filmu Bloomer Girl
| 1. | „Evelina”          | 2:58  |
|    |                    |       |
| 2. | „The Eagle and Me” | 3:12  |
|    |                    |       |
|    |                    | 06:10 |
|    |                    |       |